# Leowalu
Leowalu is een bestuurslaag in het regentschap Belu van de provincie Oost-Nusa Tenggara, Indonesië. Leowalu telt 622 inwoners (volkstelling 2010).